# 87

## Evenimente
- Prima Bătălie de la Tapae. Război dintre Decebal și Domițian, încheiat cu victoria lui Decebal.

## Nașteri
- dată necunoscută: Sfântul Haralambie episcop și martir creștin (d. 202)